# Greatest Hits Tour
Il Greatest Hits Tour è l'ottavo tour musicale della cantautrice canadese Avril Lavigne, a supporto del suo primo greatest hits Avril Lavigne: Greatest Hits (2024).

## Scaletta
Le seguenti canzoni sono state interpretate da Avril Lavigne al concerto di Pola, non è pertanto rappresentativa di tutti i concerti del tour del 2024.
1. Girlfriend
2. What The Hell
3. Complicated
4. Smile
5. Here's to Never Growing Up
6. Hot (accorciata)
7. My Happy Ending
8. He Wasn't
9. Don't Tell Me
10. Losing Grip
11. Bite Me
12. Love It When You Hate Me
13. All The Small Things (Blink-182 cover)
14. Sk8er Boi
15. When You’re Gone
16. Head Above Water
17. I'm with You

Nel 2025, l'artista ha deciso di presentare una scaletta differente. Le seguenti canzoni sono state interpretate da Avril Lavigne al concerto del Madison Square Garden di New York, non è pertanto rappresentativa di tutti i concerti del tour del 2025.
1. Girlfriend
2. What The Hell
3. Complicated
4. Here's To Never Growing Up
5. Rock N Roll (accorciata)
6. My Happy Ending
7. He Wasn't
8. Pink Pony Club (cover di Chappell Roan) e Warrior (mash-up)
9. Keep Holding On
10. Breakaway
11. Don't Tell Me
12. Young & Dumb
13. Bite Me
14. Love It When You Hate Me
15. Sk8er Boi
16. Head Above Water
17. When You're Gone
18. I'm With You

## Date del tour
| Data              | Città                    | Stato           | Luogo                                                 | Artisti d'apertura               |
| Nord America      | Nord America             | Nord America    | Nord America                                          | Nord America                     |
| ----------------- | ------------------------ | --------------- | ----------------------------------------------------- | -------------------------------- |
| 22 maggio 2024    | Vancouver                | Canada          | Rogers Arena                                          | All Time Low Royal & The Serpent |
| 25 maggio 2024    | Auburn                   | Stati Uniti     | White River Amphitheatre                              | All Time Low Royal & The Serpent |
| 26 maggio 2024    | Ridgefield               | Stati Uniti     | RV Inn Style Resorts Amphitheater                     | All Time Low Royal & The Serpent |
| 28 maggio 2024    | Mountain View            | Stati Uniti     | Shoreline Amphitheatre                                | All Time Low Royal & The Serpent |
| 30 maggio 2024    | Inglewood                | Stati Uniti     | Kia Forum                                             | All Time Low Royal & The Serpent |
| 1º giugno 2024    | Las Vegas                | Stati Uniti     | MGM Grand Garden Arena                                | All Time Low Royal & The Serpent |
| 2 giugno 2024     | Phoenix                  | Stati Uniti     | Talking Stick Resort Amphitheatre                     | All Time Low Royal & The Serpent |
| Europa            |                          |                 |                                                       |                                  |
| 14 giugno 2024    | Hradec Králové           | Repubblica Ceca | Festivalpark Letiště                                  | N.D.                             |
| 15 giugno 2024    | Nickelsdorf              | Austria         | Pannonia Fields                                       | N.D.                             |
| 17 giugno 2024    | Pola                     | Croazia         | Arena di Pola                                         | N.D.                             |
| 21 giugno 2024    | Landgraaf                | Paesi Bassi     | Megaland Park                                         | N.D.                             |
| 22 giugno 2024    | Scheeßel                 | Germania        | Eichenring Scheeßel                                   | N.D.                             |
| 23 giugno 2024    | Neuhausen ob Eck         | Germania        | Take-Off Park                                         | N.D.                             |
| 27 giugno 2024    | Odense                   | Danimarca       | Tusindårsskoven                                       | N.D.                             |
| 29 giugno 2024    | Bedford                  | Regno Unito     | Bedford Park                                          | N.D.                             |
| 30 giugno 2024    | Pilton                   | Regno Unito     | Worthy Farm                                           | N.D.                             |
| 2 luglio 2024     | Cardiff                  | Regno Unito     | Castello di Cardiff                                   | Phem Simple Plan                 |
| 3 luglio 2024     | Manchester               | Regno Unito     | Castlefield Bowl                                      | Phem Simple Plan                 |
| 6 luglio 2024     | Werchter                 | Belgio          | Werchter Festivalpark                                 | N.D.                             |
| 7 luglio 2024     | Arras                    | Francia         | Citadelle d'Arras                                     | N.D.                             |
| 9 luglio 2024     | Milano                   | Italia          | Ippodromo La Maura                                    | N.D.                             |
| 10 luglio 2024    | Nîmes                    | Francia         | Arena di Nîmes                                        | The Warning                      |
| 12 luglio 2024    | Barcellona               | Spagna          | Parc del Fòrum                                        | N.D.                             |
| 13 luglio 2024    | Madrid                   | Spagna          | Villaverde Distric                                    | N.D.                             |
| Nord America      |                          |                 |                                                       |                                  |
| 12 agosto 2024    | Toronto                  | Canada          | Scotiabank Arena                                      | Simple Plan Girlfriends          |
| 14 agosto 2024    | Ottawa                   | Canada          | Canadian Tire Centre                                  | Simple Plan Girlfriends          |
| 16 agosto 2024    | Toronto                  | Canada          | Budweiser Stage                                       | Simple Plan Girlfriends          |
| 17 agosto 2024    | Saint-Jean-sur-Richelieu | Canada          | Saint-Jean Airport                                    | N.D.                             |
| 20 agosto 2024    | Buffalo                  | Stati Uniti     | Darien Lake Amphitheater                              | Simple Plan Girlfriends          |
| 21 agosto 2024    | Hartford                 | Stati Uniti     | Xfinity Theatre                                       | Simple Plan Girlfriends          |
| 23 agosto 2024    | Holmdel                  | Stati Uniti     | PNC Bank Arts Center                                  | Simple Plan Girlfriends          |
| 24 agosto 2024    | Mansfield                | Stati Uniti     | Xfinity Center                                        | Simple Plan Girlfriends          |
| 27 agosto 2024    | Wantagh                  | Stati Uniti     | Jones Beach Theater                                   | Simple Plan Girlfriends          |
| 29 agosto 2024    | Camden                   | Stati Uniti     | Freedom Mortgage Pavilion                             | Simple Plan Girlfriends          |
| 31 agosto 2024    | Bristow                  | Stati Uniti     | Jiffy Lube Live                                       | Simple Plan Girlfriends          |
| 1º settembre 2024 | Charlotte                | Stati Uniti     | PNC Music Pavilion                                    | Simple Plan Girlfriends          |
| 3 settembre 2024  | Alpharetta               | Stati Uniti     | Ameris Bank Amphitheatre                              | Simple Plan Girlfriends          |
| 4 settembre 2024  | Nashville                | Stati Uniti     | Ascend Amphitheater                                   | Simple Plan Girlfriends          |
| 6 settembre 2024  | Cuyahoga                 | Stati Uniti     | Blossom Music Center                                  | Simple Plan Girlfriends          |
| 7 settembre 2024  | Clarkston                | Stati Uniti     | Pine Knob Music Theatre                               | Simple Plan Girlfriends          |
| 9 settembre 2024  | Milwaukee                | Stati Uniti     | American Family Insurance Amphitheater                | Simple Plan Girlfriends          |
| 10 settembre 2024 | Chicago                  | Stati Uniti     | Huntington Bank Pavilion                              | Simple Plan Girlfriends          |
| 12 settembre 2024 | Minneapolis              | Stati Uniti     | Minneapolis Armory                                    | Simple Plan Girlfriends          |
| 14 settembre 2024 | Winnipeg                 | Canada          | Canada Life Centre                                    | Simple Plan Fefe Dobson          |
| 16 settembre 2024 | Edmonton                 | Canada          | Rogers Place                                          | Girlfriends Fefe Dobson          |
| 18 settembre 2024 | Calgary                  | Canada          | Scotiabank Saddledome                                 | Girlfriends Fefe Dobson          |
| 18 maggio 2025    | Moncton                  | Canada          | Avenir Centre                                         | Fefe Dobson We the Kings         |
| 20 maggio 2025    | Halifax                  | Canada          | Scotiabank Centre                                     | Fefe Dobson We the Kings         |
| 24 maggio 2025    | Boston                   | Stati Uniti     | Harvard Stadium                                       |                                  |
| 25 maggio 2025    | Bangor                   | Stati Uniti     | Maine Savings Amphitheater                            | Simple Plan We the Kings         |
| 27 maggio 2025    | Saratoga Springs         | Stati Uniti     | Broadview Stage at SPAC                               | Simple Plan We the Kings         |
| 28 maggio 2025    | Syracuse                 | Stati Uniti     | Empower Federal Credit Union Amphitheater at Lakeview | Simple Plan We the Kings         |
| 30 maggio 2025    | New York City            | Stati Uniti     | Madison Square Garden                                 | Simple Plan We the Kings         |
| 3 giugno 2025     | London                   | Canada          | Canada Life Place                                     | Fefe Dobson We the Kings         |
| 4 giugno 2025     | Niagara Falls            | Canada          | OLG Stage                                             | Fefe Dobson We the Kings         |
| 5 giugno 2025     | Niagara Falls            | Canada          | OLG Stage                                             | Fefe Dobson We the Kings         |
| 7 giugno 2025     | Hershey                  | Stati Uniti     | Hersheypark Stadium                                   | Simple Plan We the Kings         |
| 8 giugno 2025     | Cincinnati               | Stati Uniti     | Riverbend Music Center                                | Simple Plan We the Kings         |
| 10 giugno 2025    | Noblesville              | Stati Uniti     | Ruoff Music Center                                    | Simple Plan We the Kings         |
| 12 giugno 2025    | Maryland Heights         | Stati Uniti     | Hollywood Casino Amphitheatre                         | Simple Plan We the Kings         |
| 14 giugno 2025    | Manchester               | Stati Uniti     | Great Stage Park                                      | Simple Plan We the Kings         |
| 17 giugno 2025    | Raleigh                  | Stati Uniti     | Coastal Credit Union Music Park at Walnut Creek       | Simple Plan We the Kings         |
| 18 giugno 2025    | Charleston               | Stati Uniti     | Credit One Stadium                                    | Simple Plan We the Kings         |
| 20 giugno 2025    | Tampa                    | Stati Uniti     | MIDFLORIDA Credit Union Amphitheatre                  | Simple Plan We the Kings         |
| 21 giugno 2025    | Hollywood                | Stati Uniti     | Hard Rock Live                                        | Simple Plan Fefe Dobson          |
| 23 giugno 2025    | Jacksonville             | Stati Uniti     | Daily's Place                                         | Simple Plan Fefe Dobson          |
| 26 giugno 2025    | Burgettstown             | Stati Uniti     | The Pavilion at Star Lake                             | Simple Plan We the Kings         |
| 27 giugno 2025    | Bethel                   | Stati Uniti     | Bethel Woods Center for the Arts                      | Simple Plan We the Kings         |
| 29 giugno 2025    | Oro-Medonte              | Canada          | Burl's Creek Event Grounds                            | Simple Plan                      |